# مراجعات نيتشر لعلم الأورام السريري
مراجعات نيتشر لعلم الأورام السريري (بالإنجليزية: Nature Reviews Clinical Oncology)‏ مجلة علمية شهرية مُحكمة، وهي إحدى ثماني مجلات مراجعة سريرية تصدُر عن دار النشر العلمية نيتشر بورتفوليو [الإنجليزية]. 
كانت تُسمى مجلة الممارسة السريرية لعلم الأورام حتى تغيّر اسمها في أبريل 2009. تُغطي تطورات البحوث والممارسة السريرية في مجال علم الأورام، وتتولى ديانا روميرو منصب رئيسة التحرير.